# Discografia de Fun
A discografia de Fun, uma banda norte-americana de indie pop, consiste em dois álbuns de estúdio, um álbum ao vivo, nove singles e sete vídeos musicais. O vocalista Nate Ruess formou os Fun após a separação da sua banda anterior, The Format. Ruess abordou os músicos Andrew Dost e Jack Antonoff para que se juntassem a ele. As sessões de gravação para o primeiro trabalho do grupo tiveram lugar em 2008 e deram vida a Aim and Ignite, lançado a 25 de Agosto de 2009. O álbum alcançou o seu pico no número 71 da Billboard 200. Três singles foram lançados a partir de Aim and Ignite: "At Least I'm Not as Sad (As I Used to Be)", "All the Pretty Girls" e "Walking the Dog". Até Março de 2012, o álbum já havia vendido mais de 74 mil cópias nos EUA.
Em Setembro de 2011, a banda lançou o single "We Are Young", que apresenta uma participação da músico Janelle Monáe. Após o seu uso na série de televisão Glee, a canção tornou-se na primeira dos Fun a entrar na Billboard Hot 100. O seu posterior uso em um comercial do Super Bowl aumentou as vendas da música e fez com que ela atingisse o primeiro posto da Hot 100. Além disso, "We Are Young" posicionou-se nas dez melhores colocações em vários outros países, incluindo o Canadá, a Irlanda e o Reino Unido. Até o fim de 2012, a canção já havia vendido 5 milhões e 846 mil cópias nos EUA, tendo sido a terceira mais vendida desse ano. O segundo trabalho de estúdio da banda, Some Nights, alcançou a terceira posição da Billboard 200 e na Nova Zelândia, além da primeira na Austrália. Some Nights recebeu o certificado de disco de ouro nos EUA, Nova Zelândia, Reino Unido e Canadá, e vendeu mais de 500 mil cópias nos EUA até Setembro de 2012. O segundo single do álbum, "Some Nights", alcançou a terceira posição da Hot 100 e a primeira na Austrália e Nova Zelândia. Além disso, recebeu os certificados de disco de platina nos EUA e disco de platina duplo na Nova Zelândia. Até o fim de 2012, o single já havia vendido 3 milhões e 569 mil unidades, tendo sido o oitavo mais vendido desse ano. "Carry On", o terceiro single de Some Nights, teve um desempenho gráfico relativamente inferior ao dos seus antecessores, alcançado o número 20 nos EUA e o 28 na Nova Zelândia, e recebendo os certificado de disco de platina no Canadá e disco de ouro na Nova Zelândia. "Why Am I the One" foi lançado como o quarto single no primeiro trimestre de 2013.

## Álbuns

### Álbuns de estúdio
| Detalhes do álbum                                                                                     | Melhores posições nas tabelas | Melhores posições nas tabelas | Melhores posições nas tabelas | Melhores posições nas tabelas | Melhores posições nas tabelas | Melhores posições nas tabelas | Melhores posições nas tabelas | Melhores posições nas tabelas | Melhores posições nas tabelas | Melhores posições nas tabelas | Vendas                                            | Certificações                                                                   |
| Detalhes do álbum                                                                                     | EUA                           | ALE                           | AUS                           | AUT                           | CAN                           | IRL                           | NZL                           | POR                           | RU                            | SUI                           | Vendas                                            | Certificações                                                                   |
| --- | ----------------------------- | ----------------------------- | ----------------------------- | ----------------------------- | ----------------------------- | ----------------------------- | ----------------------------- | ----------------------------- | ----------------------------- | ----------------------------- | ------------------------------------------------- | ------------------------------------------------------------------------------- |
| Aim and Ignite - 25 de Agosto de 2009 - Nettwerk Music Group - CD · vinil · download digital          | 71                            | —                             | —                             | —                             | —                             | —                             | —                             | —                             | —                             | —                             | - EUA: 74 000                                     |                                                                                 |
| Some Nights - 21 de Fevereiro de 2012 - Fueled by Ramen - CD · vinil · download digital               | 3                             | 30                            | 2                             | 11                            | 5                             | 15                            | 3                             | 27                            | 7                             | 16                            | - Mundo: 1 935 700 - EUA: 1 600 000 - RU: 310 000 | - RIAA: 3× Platina - BPI: Platina - MC: Platina - RMNZ: Platina - ARIA: Platina |
| "—" denota itens que não conseguiram entrar nas tabelas musicais ou não foram lançados no território. |                               |                               |                               |                               |                               |                               |                               |                               |                               |                               |                                                   |                                                                                 |

### Álbuns ao vivo
| Detalhes do álbum                                                                              |
| ---------------------------------------------------------------------------------------------- |
| Fun. Live at Fingerprints - 12 de Abril de 2010 - Nettwerk Music Group - CD · download digital |

## Extended plays
| Detalhes do EP                                                                     |
| ---------------------------------------------------------------------------------- |
| iTunes Sessions - 10 de Dezembro de 2012 - Nettwerk Music Group - Download digital |

## Singles
| Ano                                                                                                   | Canção                                             | Melhores posições nas tabelas | Melhores posições nas tabelas | Melhores posições nas tabelas | Melhores posições nas tabelas | Melhores posições nas tabelas | Melhores posições nas tabelas | Melhores posições nas tabelas | Melhores posições nas tabelas | Melhores posições nas tabelas | Melhores posições nas tabelas | Certificações | Álbum                |
| Ano                                                                                                   | Canção                                             | EUA                           | AUS                           | AUT                           | BEL (Fla)                     | CAN                           | IRL                           | NZL                           | SUE                           | SUI                           | RU                            | Certificações | Álbum                |
| --- | -------------------------------------------------- | ----------------------------- | ----------------------------- | ----------------------------- | ----------------------------- | ----------------------------- | ----------------------------- | ----------------------------- | ----------------------------- | ----------------------------- | ----------------------------- | --- | -------------------- |
| 2009                                                                                                  | "At Least I'm Not as Sad (As I Used to Be)"        | —                             | —                             | —                             | —                             | —                             | —                             | —                             | —                             | —                             | —                             | | Aim and Ignite       |
| 2009                                                                                                  | "All the Pretty Girls"                             | —                             | —                             | —                             | —                             | —                             | —                             | —                             | —                             | —                             | —                             | | Aim and Ignite       |
| 2010                                                                                                  | "Believe in Me"                                    | —                             | —                             | —                             | —                             | —                             | —                             | —                             | —                             | —                             | —                             | | Não incluso em álbum |
| 2010                                                                                                  | "Walking the Dog"                                  | —                             | —                             | —                             | —                             | —                             | —                             | —                             | —                             | —                             | —                             | | Aim and Ignite       |
| 2011                                                                                                  | "C'mon" (com Panic! at the Disco)                  | —                             | —                             | —                             | —                             | —                             | —                             | —                             | —                             | —                             | —                             | | Não incluso em álbum |
| 2011                                                                                                  | "We Are Young" (com participação de Janelle Monáe) | 1                             | 1                             | 1                             | 5                             | 1                             | 1                             | 2                             | 4                             | 2                             | 1                             | - RIAA: 9× Platina - MC: 7× Platina - ARIA: 5× Platina - GLF: 4× Platina - RMNZ: 2× Platina - FIMI: 2× Platina - BPI: 2× Platina - FIIF (SUI): 2× Platina - FIIF (AUT): Platina | Some Nights          |
| 2012                                                                                                  | "Some Nights"                                      | 3                             | 1                             | 6                             | 1                             | 4                             | 6                             | 1                             | 8                             | 15                            | 7                             | - RIAA: 6× Platina - MC: 5× Platina - ARIA: 5× Platina - RMNZ: 2× Platina - BPI: Platina - GLF: Platina - FIMI: Platina                                                         | Some Nights          |
| 2012                                                                                                  | "Carry On"                                         | 20                            | 44                            | —                             | 26                            | 18                            | 46                            | 28                            | —                             | —                             | 126                           | - RIAA: 2× Platina - MC: Platina - RMNZ: Ouro | Some Nights          |
| 2013                                                                                                  | "Why Am I the One"                                 | —                             | 57                            | —                             | —                             | —                             | —                             | —                             | —                             | —                             | 169                           | | Some Nights          |
| "—" denota itens que não conseguiram entrar nas tabelas musicais ou não foram lançados no território. |                                                    |                               |                               |                               |                               |                               |                               |                               |                               |                               |                               | |                      |

### Outras canções que entraram nas tabelas musicais
| Ano  | Canção        | Melhores posições nas tabelas | Álbum         |
| Ano  | Canção        | EUA Alt.                      | Álbum         |
| ---- | ------------- | ----------------------------- | ------------- |
| 2012 | "Sleigh Ride" | 48                            | Holidays Rule |

## Aparições em álbuns
| Ano  | Canção             | Álbum                                               |
| ---- | ------------------ | --------------------------------------------------- |
| 2011 | "Believe in Me"    | A Winter's Night 2011                               |
| 2012 | "We Are Young"     | Now That's What I Call Music! 82                    |
| 2012 | "Sleigh Ride"      | Holidays Rule                                       |
| 2013 | "Sight of the Sun" | Girls, Volume 1: Music From the HBO Original Series |
| 2013 | "Some Nights"      | Sangue Bom Internacional                            |

## Vídeos musicais
| Ano  | Canção                 | Realizador(a)       |
| ---- | ---------------------- | ------------------- |
| 2009 | "All the Pretty Girls" | Isaac Rentz         |
| 2010 | "Walking the Dog"      | Skinny              |
| 2011 | "We Are Young"         | Marc Klasfeld       |
| 2012 | "Some Nights (Intro)"  | Poppy de Villanueve |
| 2012 | "Some Nights"          | Anthony Mandler     |
| 2012 | "Carry On"             | Anthony Mandler     |
| 2013 | "Why Am I the One"     | Jordan Bahat        |